# Tönsmeier
Die Tönsmeier-Gruppe war ein deutsches Unternehmen der Entsorgungswirtschaft, das innerhalb der Abfallwirtschaft in den Bereichen Entsorgung, Recycling und Verwertung aktiv war. Die Hauptverwaltung der Gruppe befand sich in der ostwestfälischen Stadt Porta Westfalica im Kreis Minden-Lübbecke. Das Unternehmen wurde 1927 gegründet und als Familienunternehmen in dritter Generation geführt, bis es 2018 von der Schwarz-Gruppe übernommen wurde. Nach eigenen Angaben beschäftigte das Unternehmen 2017 über 3000 Mitarbeiter an seinen Standorten in Deutschland, in den Niederlanden und in Polen.

## Geschichte
Tönsmeier war 59 Jahre lang das Entsorgungsunternehmen für den Kreis Minden und stieg von einer kleinen Spedition zum fünftgrößten Entsorgungsunternehmen in Deutschland auf.
Karl Tönsmeier gründete 1927 in Porta Westfalica eine „bahnamtliche Spedition“, die Waren vom Bahnhof zu den umliegenden Geschäften transportierte. 1958 erhielt das Unternehmen den Auftrag zur staubfreien Müllabfuhr im Amt Hausberge. Damit war der Abtransport in genormten Müllbehältern gemeint, die in Lastkraftwagen entleert wurden. In den 1970er Jahren stieg Tönsmeier im Altkreis Minden zum Müllentsorger auf und wuchs in der Folgezeit weiter. 1971 kam die Industrie- und Gewerbeabfallentsorgung dazu, 1973 die Glas- und Papierverwertung. Das ursprüngliche Gelände wurde zu eng, ein neuer Standort wurde Anfang der 1970er Jahre in Lerbeck zwischen Bahn und Weser auf den Grundstücken einer ehemaligen Glasfabrik entwickelt. In den 1990er Jahren eröffnete das Unternehmen erste Standorte in den neuen Bundesländern und leistete Pionierarbeit für das neu geschaffene Duale System Deutschland. Im Jahr 1996 wurde die erste Niederlassung in Polen in Betrieb genommen.
Das Dienstleistungsangebot wurde sukzessive weiter ausgebaut. Bis 2018 bot das als Tönsmeier-Gruppe firmierende Unternehmen abfallwirtschaftliche Dienstleistungen an etwa siebzig Standorten in Europa an. 2010 wechselte Jürgen Tönsmeier, der das Familienunternehmen in der dritten Generation als geschäftsführender Gesellschafter führte, an die Spitze des neu geschaffenen Aufsichtsrats.
Anfang Februar 2012 wurde das Unternehmen Städtereinigung Holtmeyer in Georgsmarienhütte übernommen, zum 1. Januar 2016 die Lengeder Entsorgungs GmbH (LEG) in Lengede. 2017 strukturierte die Tönsmeier-Gruppe ihre Unternehmensführung neu. 2018 war Tönsmeier der fünftgrößte Entsorgungsdienstleister Deutschlands. Rückwirkend zum Jahresbeginn wurde Tönsmeier im Juli 2018 von GreenCycle, einem Tochterunternehmen der Schwarz-Gruppe (Lidl, Kaufland), übernommen. Im Februar 2019 gab der neue Eigentümer einen Namenswechsel bekannt: Unter der Firma Prezero führte seitdem die Schwarz-Gruppe die Umweltaktivitäten fort, und die nur noch als Marke gebrauchte Firma Tönsmeier verschwand.
Kurz nach dem Verkauf der Tönsmeier-Gruppe verließen die alten Leiter das Unternehmen, und das Management wurde neu besetzt. Der langjährige Sprecher der Geschäftsführung Bernd Ranneberg sowie der kaufmännische Geschäftsführer Matthias Störmer lösten ihre Verträge im Oktober 2018 auf.

## Leistungsprofil
Die Tönsmeier-Gruppe arbeitete für kommunale Auftraggeber, Privatkunden, das Duale System und Kunden aus Industrie und Gewerbe. Die erfassten Wertstoffe und Abfälle wurden in rund 30 Sortier- und Recyclinganlagen aufbereitet und der Industrie als Sekundärrohstoffe wieder zur Verfügung gestellt. Mehr als 1100 Fahrzeuge waren bei der Erfassung und zum Transport von Abfällen und Wertstoffen im Einsatz. Mit dem Ersatzbrennstoff-Heizkraftwerk Bernburg verfügte das Unternehmen seit 2010 auch über Kapazitäten zur Müllverbrennung. Regionale Schwerpunkte der Tönsmeier-Gruppe in Deutschland waren die Bundesländer Nordrhein-Westfalen, Niedersachsen, Sachsen, Hessen, Sachsen-Anhalt und Bayern.

## Kooperationen
Seit 2003 betrieb Tönsmeier eine Kooperation mit dem städtischen Gymnasium in Petershagen.

## Schadensereignisse
Am 1. Juli 2011 kam es am Standort Porta Westfalica zu einem Brand des Wertstofflagers, der umfangreiche Umweltbeeinträchtigungen in der Umgebung verursachte. Große schwarze Wolken standen über der Porta Westfalica, die Bevölkerung wurde aufgefordert, die Fenster zu schließen. Der Kreis Minden-Lübbecke stufte den Brand als Großschadensereignis ein.
Am 3. Oktober 2013 brannten am Standort Westerfeldstraße im Detmolder Industriegebiet die Sortierhalle der Leichtverpackungen und die Lagerhalle der Ballen der gepressten Müllfraktionen. Es gab eine starke Rauchentwicklung, infolge derer der Kreis Lippe empfahl, auf den Verzehr von Obst und oberirdisch wachsendem Gemüse aus dem eigenen Garten zu verzichten.

## Verschiedenes
In Polen war das Unternehmen seit 1996 aktiv. Im Juli 2011 wurde in der westpolnischen Stadt Czempiń eine Abfallsortieranlage in Betrieb genommen.
Im Mai 2010 ermittelte Tönsmeier Kunststoffe den produktbezogenen CO2-Fußabdruck für PVC-Rezyklate.